# 北倉洞
北倉洞（：／ Bukchang dong */?），是位于韩国首尔中区的一个法定洞，隶属于小公洞。

## 概況
本洞位于小公洞南部。名稱來源於李氏朝鮮時期在宣惠廳北側設置的貯存米的倉庫。

## 歷史
- 1396年，为汉城府下辖的好賢坊和養生坊的一部分。
- 1761年，成立小公洞契，隶属于南部的好賢坊；成立太平館契和倉洞契，隶属于西部的養生坊。另外，新成立的松峴契分别被好賢坊和養生坊管理。
- 1894年，甲午更张导致行政区划改编，变为小公洞、司畜洞、錢橋洞、禮賓洞、松峴洞、倉洞、尚洞、太平洞和陽洞。
- 1910年10月，變為京畿道京城府的一部分。
- 1914年，司畜洞、空垈洞、陽洞、松峴洞和太平洞合併為北米倉町[1]。
- 1943年6月，被劃為中区的一部分。
- 1946年，改為現在名稱，並被劃入至小公洞管轄[1]。
- 1970年，本洞開始建設現代化建築。
- 2000年3月，被指定為旅遊特區。